# کینگ فارما
کینگ فارما (انگلیسی: King Pharma) شرکت داروسازی آمریکایی است، که در سال ۱۹۹۴ تأسیس شد.